# Howel-Evans-Syndrom
Das Howel-Evans-Syndrom (Tylosis)  ist eine sehr seltene angeborene Erkrankung der Haut mit den Hauptmerkmalen einer hereditären Palmoplantarkeratose, vermehrter Schweißproduktion (Hyperhidrose) und stark erhöhtem Auftreten von  Plattenepithelkarzinomen des Ösophagus im späteren Erwachsenenalter.
Ösophaguskarzinome treten bei 40 bis 100 % der Betroffenen auf.
Die Erkrankung kann als paraneoplastische Genodermatose angesehen werden.
Synonyme sind: Bennion-Patterson-Syndrom; Howell-Evans-Syndrom; Palmoplantare Hyperkeratose – Speiseröhrenkarzinom; Tylosis – Speiseröhrenkarzinom; Diffuse Palmoplantarkeratosen mit Leukoplakie; Keratoderm mit Ösophagus-Karzinom; Clark-Howel-Evans-McConnell Syndrom; lateinisch Keratodermia palmo-plantaris diffusa Clarke-Howel=Evans-McConnell; englisch Tylosis with esophageal cancer; TOC
Die Erstbeschreibung stammt aus dem Jahre 1954 durch die britischen Ärzte C. A. Clarke und R. B, McConnell.
Die Namensbezeichnung bezieht sich auf den Erstautoren eines Berichtes aus dem Jahre 1958 von W. Howel-Evans und Mitarbeitern.

## Verbreitung
Die Häufigkeit wird mit unter 1 zu 1.000.000 angegeben, die Vererbung erfolgt autosomal-dominant.
Das männliche Geschlecht ist häufiger betroffen.

## Ursache
Der Erkrankung liegen Loss-of-Function-Mutationen im RHBDF2-Gen auf Chromosom 17 Genort q25.1 zugrunde, welches für Phomboid 5 Homolog 2 aus der Rhomboid‐Protease‐Familie kodiert.
Ein verwandtes Gen - RHBDD2 (Rhomboid Domain Containing 2) scheint mit Brustkrebs assoziiert zu sein. Ein zweites verwandtes Gen - Rhomboidfamilie 1 (RHBDF1) scheint bei Kopf- und Hals Tumoren eine Rolle zu spielen.

## Klinische Erscheinungen
Klinische Kriterien sind:
- Erkrankungsbeginn im 2. Lebensjahrzehnt
- Symmetrische diffuse Palmoplantarkeratose an Handflächen und Fußsohlen, meist ohne Beteiligung der Hohlhand oder des Fußgewölbes, Leukokeratose und Lichen pilaris
- Hyperhidrose
- im späteren Erwachsenenalter bei 70 % Entwicklung eines Plattenepithelkarzinomes meist im unteren Drittel des Ösophagus um das 50. Lebensjahr mit Zunahme des Risikos auf 95 % zum 65. Lebensjahr[11]
- Besserung der Keratose nach Operation des Karzinoms
- häufig auch Leukoplakie der Mundschleimhaut

## Differenzialdiagnose
Es gibt eine Reihe an dermatologische und genetische Erkrankungen, die zur Differenzialdiagnose gehören:
- Punktierte Palmoplantarkeratose
- Ichthyosis hystrix Curth-Macklin (IHCM)
- Epidermolysis bullosa simplex (EBS)
- Keratoderma palmoplantaris transgrediens et progrediens (Diffuse palmoplantare progressive Hyperkeratose; Greither-Syndrom)
- Haber-Syndrom
- Punktierte Palmoplantarkeratose
- Pachyonychia congenita
- Keratosis follicularis spinulosa decalvans
- Mal de Meleda
- Naegeli-Syndrom
- Naxos-Krankheit
- Olmsted-Syndrom (Synonyme: Mutilierende Palmoplantarkeratose mit periorifiziellen keratotischen Plaques)
- Pandysautonomie
- Papillon-Lefèvre-Syndrom
- Richner-Hanhart-Syndrom (Hypertyrosinämie Typ II)
- Schöpf-Schulz-Passarge-Syndrom (SSPS)
- Keratoderma hereditarium mutilans (Vohwinkel-Syndrom)

## Behandlung
Systemische Retinoide werden zur Behandlung von Tylosis behandelt. Die Hyperhidrose erfolgt symptomatisch mit Botulinumtoxin-A. Die Behandlung des Ösophaguskarzinoms erfolgt nach den Leitlinien der Behandlung von Ösophaguskarzinomen. Bei sehr erhöhtem Risiko für die Entwicklung eines Ösophaguskarzinoms nach dem 40. Lebensjahr, könnten regelmäßige Ösophago-Gastro-Duodenoskopien zur Früherkennung eines Ösophaguskarzinoms und Verbesserung des Gesamtüberlebens führen.